# 세팡 (타운)

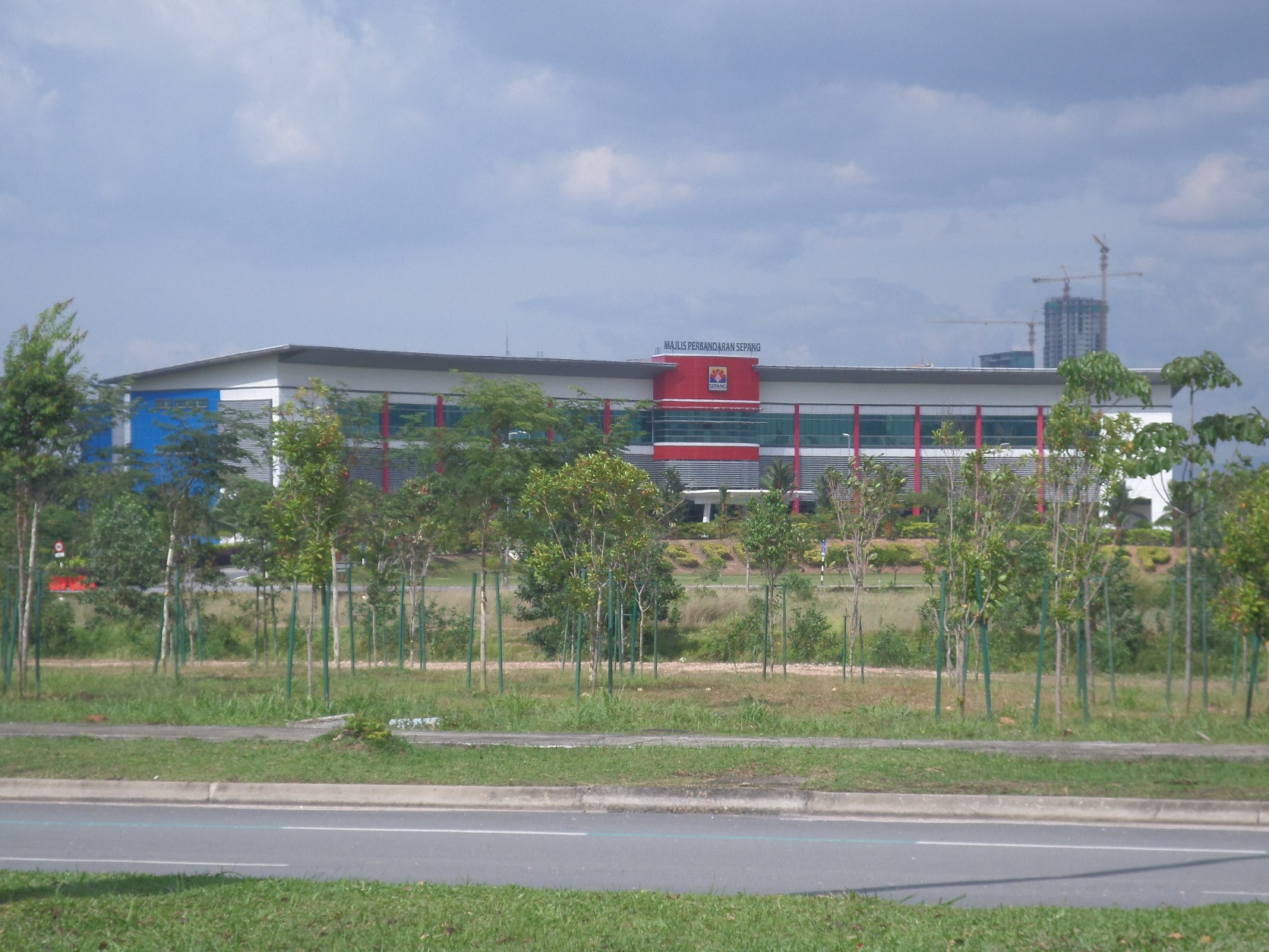

세팡(말레이어: Sepang}은 말레이시아 Selangor Sultanate 세팡의 도시이다.